# Digitech
Digitech (Eigenschreibweise DigiTech) ist ein privates US-amerikanisches Unternehmen mit Sitz in Sandy, Utah. Seit 1984 produziert der Hersteller Effektgeräte für Musikinstrumente, unter anderem für E-Gitarren, E-Bässe, Keyboards, Mikrofone sowie Audioprozessoren (Studioequipment und Live-Equipment).

## Geschichte
Erste Bekanntheit erlange der Hersteller im Jahr 1989 mit der Veröffentlichung des ersten DigiTech Whammy Pedal, ein Effektgerät zum Pitch Shifting für E-Gitarren, E-Bässe, Keyboards und Stimmen. Ein Jahr später entwickelte das Unternehmen eines der ersten Effektprozessoren, Delay- und Harmonizereffekte, das IPS-33B. Im Jahr 1990 wurde DigiTech von Harman International Industries (seit 2017 Samsung Electronics) gekauft. Seit 2004 werden Verzerrer, Rhythmuscomputer sowie Modulationseffekte im mittleren Preissegment hergestellt. Der Gitarrist Eric Clapton wurde zudem 2004 mit einem Signatur-Verzerrer von DigiTech geehrt. Im April 2022 wurden DigiTech mit Tochterfirma DOD von der Harman Internetseite ohne Meldung der Konzerne entfernt. Im gleichen Monat wurde bekannt gegeben, dass beide Marken nun zur Cor-Tek Corporation gehören, zu der auch die Marke Cort Guitars gehört.
Folgende Künstler benutzen unter anderem DigiTech-Produkte entweder live oder im Studio: Eric Clapton, Matthew Bellamy, Joe Satriani, Steve Vai, Jack White, Tom Morello, The Edge, David Gilmour, Dimebag Darrell, James Hetfield, Devin Townsend und TM Stevens.